# Olympiades metróállomás
Az Olympiades egy metróállomás Franciaországban, Párizsban a párizsi metró 14-es metróvonalán. Tulajdonosa és üzemeltetője a RATP.

## Metróvonalak
Az állomást az alábbi metróvonalak érintik:
- 14-es metróvonal

## Kapcsolódó állomások
A metróállomáshoz az alábbi állomások vannak a legközelebb:
- Bibliothèque François-Mitterrand (Saint-Denis Pleyel, 14-es metróvonal)
- Maison Blanche (2024–, Aéroport d'Orly, 14-es metróvonal)